# Sint-Blasiuskerk (Vichy)

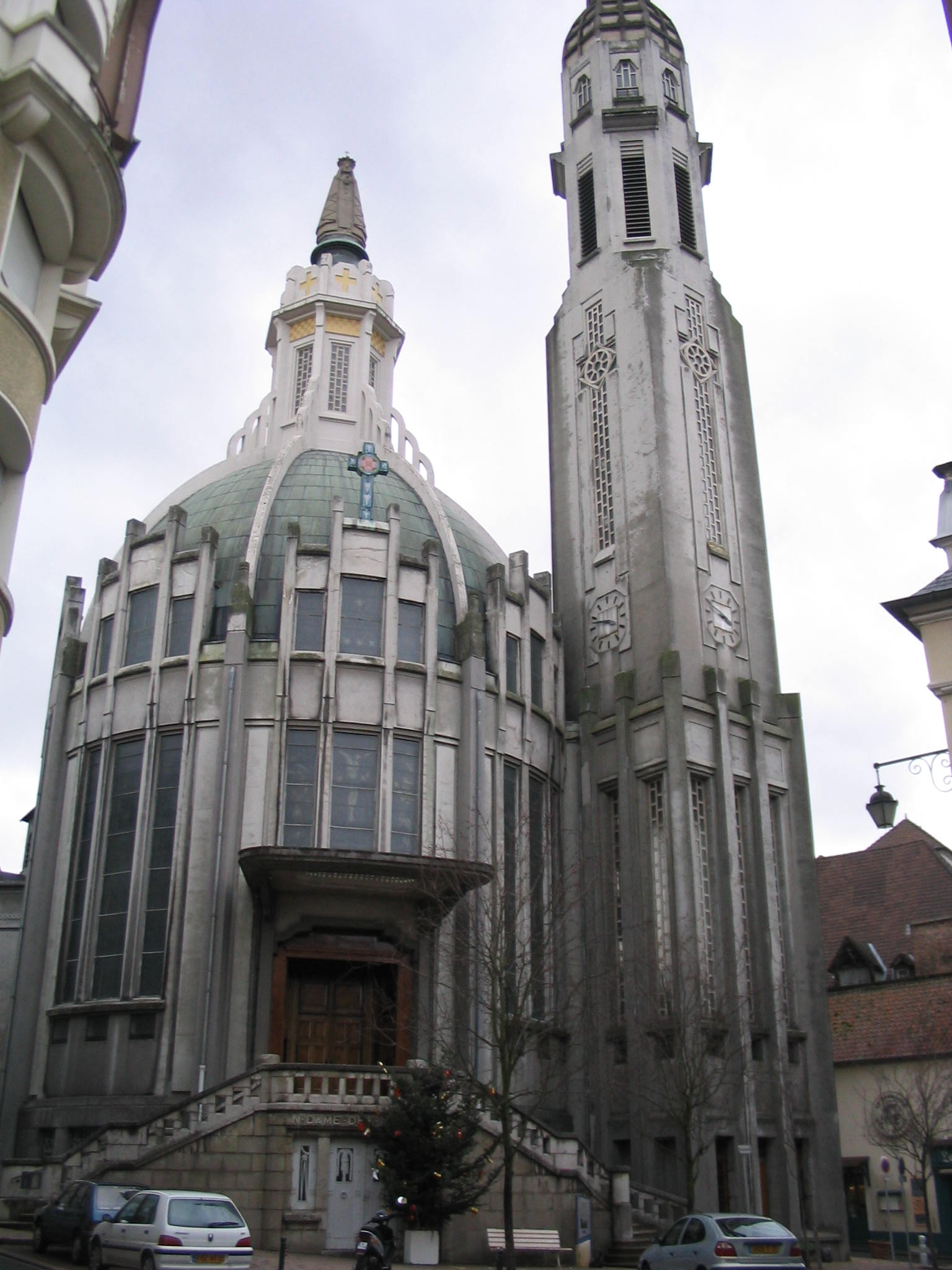
De 20e-eeuwse koepel en klokkentoren

De Sint-Blasiuskerk (Église Saint-Blaise of Notre-Dame-des-malades) is een rooms-katholieke parochiekerk in de Franse stad Vichy. De kerk heeft bouwfases uit de 17e, de 18e en de 20e eeuw.

## Geschiedenis
De kerk bevindt zich in het middeleeuwse centrum van de stad (Vieux-Vichy). Hier stond een kerk van eind 17e eeuw - begin 18e eeuw gewijd aan Sint-Blasius en aan Onze-Lieve-Vrouw, waar een zwart Mariabeeld werd vereerd. Het beeld werd gedeeltelijk vernield tijdens de Franse Revolutie. In de jaren 1920 was deze kerk te klein geworden en werden de lokale architecten Jean Liogier en Antoine Chanet onder de arm genomen om een grotere kerk te bouwen. Ze integreerden de oude kerk in hun ontwerp. De bouw werd gefinancierd door kuurgasten en door enkele rijke, plaatselijke families. De eerste steen werd gelegd in 1925, in 1927 werd het reeds voltooide gedeelte ingewijd en in 1930 werd de koepel afgewerkt. Pas in 1956 werd de klokkentoren afgewerkt

## Buitenkant
De nieuwe kerk is tegen de zuidelijke zijde van de oude kerk aangebouwd. De nieuwe Sint-Blasius werd gebouwd in art-decostijl in gewapend beton. De koepel van de nieuwe kerk is bekroond met een Mariabeeld en is 42 meter hoog. De klokkentoren, geïnspireerd door Italiaanse campaniles, is 67 meter hoog en bekroon met een kruis uit beton en glas.

## Interieur
In het koor van de nieuwe kerk bevinden zich acht pilaren uit gewapend beton, die bekleed zijn met stucwerk en blauwe lapis lazuli. De pilaren zijn bekroond met vergulde kapitelen. Het gewelf boven deze pilaren is volledig bedekt met muurschilderingen en mozaïeken.
In de oude kerk, in de Sint-Blasiuskapel, bevindt zich het oude, zwarte Mariabeeld. Dit werd beschadigd tijdens de Franse Revolutie. Enkel het hoofd bleef bewaard. In 1931 kreeg het beeld een nieuw lichaam.

## Galerij

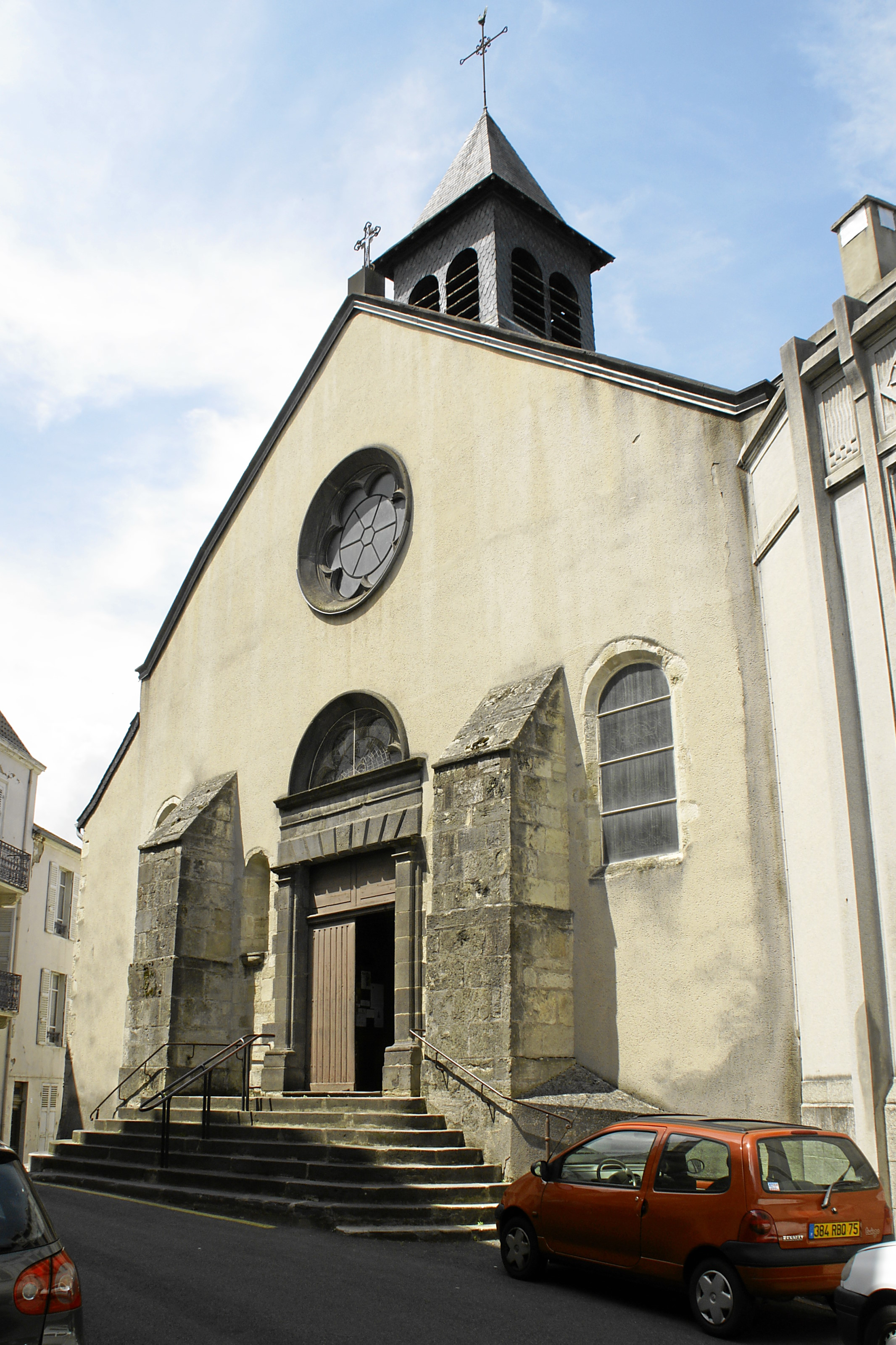
De oude kerk
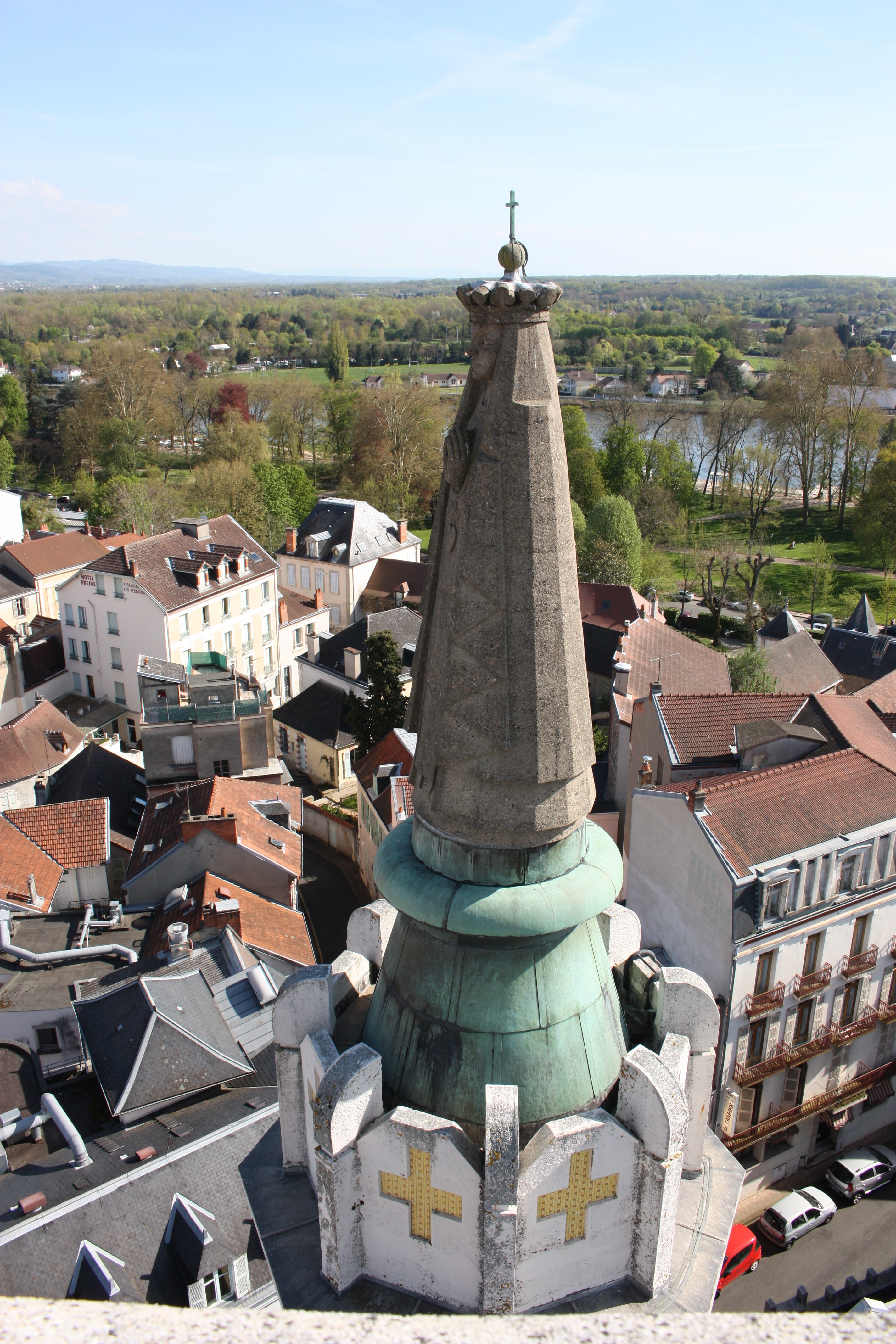
Mariabeeld op de koepel
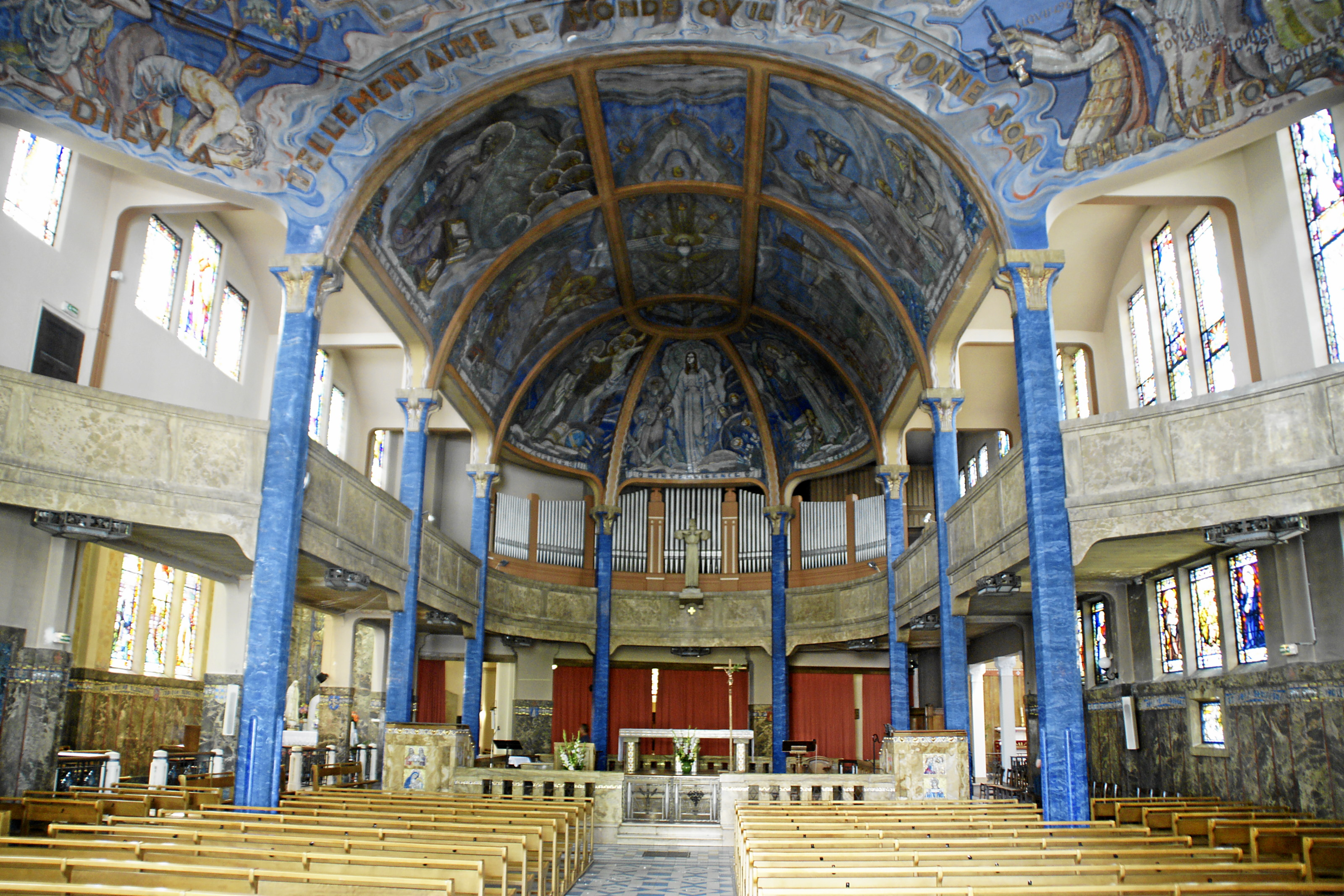
Koor
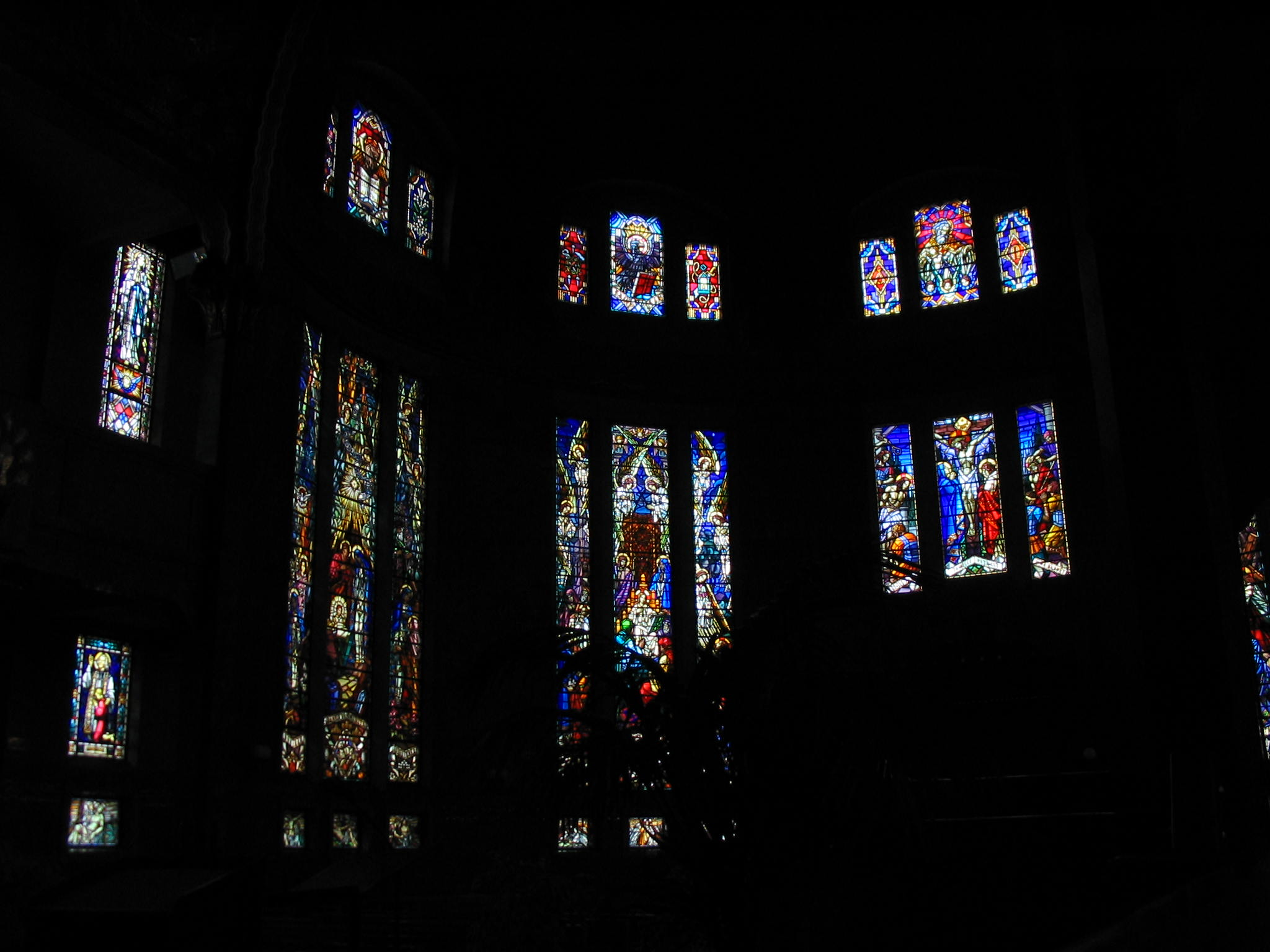
Glas-in-loodramen